# Yusif Akhundzade
 (décembre 2022).
Pour les articles homonymes, voir Akhundzade.
Yusif Akhundzade (en azéri : Yusif Yevgenyeviç Axundzadə; né le 6 février 1946 à Bakou) - Chef d'orchestre militaire et professeur azerbaïdjanais. Artiste émérite de la RSS d'Azerbaïdjan (1988). Artiste du peuple d'Azerbaïdjan (1998). Chef de service de l'orchestre militaire du ministère de la Défense de l'Azerbaïdjan.

## Biographie
En 1969, Yusif Akhundzade est diplômé du Conservatoire d'État d'Azerbaïdjan du nom d'Uzeyir Hajibeyov en classe de flûte. En 1971, il est nommé chef militaire de la fanfare (aujourd'hui École supérieure navale d'Azerbaïdjan. Deux fois, en 1971 et 1983, l'orchestre participe à des défilés militaires sur la Place Rouge à Moscou.

## Activité pédagogique
Depuis 1989, Yusif Akhundzade commence à enseigner au Conservatoire d'État d'Azerbaïdjan au Département des instruments à vent et à percussion. En 1995 il devient  Professeur associé et Professeur en 1999. Depuis 1992  Chef de la fanfare et chef du service d'orchestre militaire du ministère de la Défense de la République. Depuis 2008, il dirige le département des instruments à vent et à percussion de l'Académie de musique d'État d'Azerbaïdjan du nom d’Uzeyir Hadjibeyov.
Au cours de sa carrière d'enseignant, il forme 10 étudiants. Certains musiciens de l'orchestre dirigé par Y . Akhundzade deviennent plus tard des enseignants, des artistes et des chefs d'orchestre dans diverses villes et pays, en particulier l'un d'eux est le chef d'orchestre militaire en Russie.

## Récompenses et titres
- Employé honoré de la culture de la RSS d'Azerbaïdjan (1979
- Artiste émérite de la RSS d'Azerbaïdjan (1988)
- Artiste du peuple d'Azerbaïdjan (1998)
- Médaille « Pour le mérite militaire » (2003)
- Ordre du drapeau azerbaïdjanais
- Ordre Chohrat (2021)